# 張景勛
張景勛（英語：Cheung King-fan），現任香港九龍城區議會地區委員會界別議員，曾任九龍城區議會啟德中及南選區議員，身兼多個區議會委員會委員。他是前自由黨成員，現為獨立的建制派人士。